# Голынковский сельсовет (Минская область)
Голынковский сельсовет — административная единица на территории Клецкого района Минской области Белоруссии. Административный центр — агрогородок Голынка.

## Географическое положение
Расположен в юго-западной части Клецкого района. Граничит с Грицевичским, Синявским, Тучанским сельсоветами Клецкого района, Ляховичским и Ганцевичским районами Брестской области.

## История
Сельсовет был образован в 1940 году. Первым председателем был избран Способ Михаил Ануфриевич, которого в августе 1941 года расстреляли немцы.
На территории сельского Совета в годы Великой Отечественной войны действовал спецотряд НКВД «Соколы» под командованием К. П. Орловского.
На территории сельсовета имеется поселок Озеречье. Поселок возник в конце восьмидесятых годов XX столетия. В нём проживают военнослужащие российской армии, а также граждане Белоруссии, работающие в в/ч 03522. До 1994 года поселок назывался Клецк-2.
28 июня 2013 года в состав Голынковского сельсовета включены населённые пункты Карацк, Бабичи, Межная Слобода упразднённого Тучанского сельсовета.

## Состав
Голынковский сельсовет включает 6 населённых пунктов:
- Бабичи — деревня.
- Бобки — деревня.
- Голынка — агрогородок.
- Звонка — деревня.
- Карацк — агрогородок.
- Машуки — деревня.
- Межная Слобода — деревня.
- Озеречье — посёлок.
- Шайки — деревня.

## Производственная сфера
- ИПСЧУП «Налибоки-Неман» (с 1950 года — Колхоз «Коммунар», с июля 2003 года — СПК «Звонка»)
- Голынковское лесничество

## Социально-культурная сфера
- Государственное учреждение образования «Голынковская ГОСШ». Свою историю она берет с 1910 года, когда в деревне Голынка была открыта четырёхклассная церковно-приходская школа, в 1930 году — это шестилетняя польская школа, а с 1956 года — средняя школа. С 2000 года школа работает по социально-педагогической программе «Этношкола».
- УО «Озереченская ГОСШ» была открыта в 1988 году. В 2008 году открыта мемориальная доска выпускнику школы Владимиру Боровикову, которому в 2007 году посмертно присвоено звание Героя России.
- 2 детских сада: Озереченский и Голынковский.
- Голынковский СДК и Голынковская сельская библиотека.
- Звонковская библиотека-клуб, Голынковская сельская библиотека, Озереченская библиотека и клуб.
- Голынковский ФАП.
- Врачебная амбулатория «Клецк-2»

## Здравоохранение
В 1948 году в д. Голынка был открыт врачебный участок. С 1969 года — это Голынковский ФАП.
Население п. Озеречье обслуживает врачебная амбулатория «Клецк-2».

## Торговое, бытовое, банковское обслуживание
Торговое обслуживание представлено 4 магазинами райпотребсоюза и 4 магазинами индивидуальных предпринимателей.
На территории сельского Совета работают 2 отделения почтовой связи в д. Голынка и в п. Озеречье.
Голынковское отделение № 607/15 АСБ «Беларусбанка» обслуживает более 1000 жителей сельского Совета.
На территории Голынковского сельского Совета имеется комплексно-приемный пункт, в котором принимаются заявки на ремонт одежды, обуви, сложнобытовой техники, оказывает услуги парикмахер, оказываются ритуальные услуги. Работает банно-прачечный комбинат.

## Иные организации
На территории сельского Совета расположено Голынковское лесничество. Его площадь составляет 8100 га, из них лесопокрытой 6670 га.
В д. Звонка функционирует дом социальных услуг.

## Достопримечательность
- Православная церковь Святых Петра и Павла в агрогородке Голынка